# Rhexoza subnitens
Rhexoza subnitens är en tvåvingeart som först beskrevs av George Henry Verrall 1886.  Rhexoza subnitens ingår i släktet Rhexoza och familjen dyngmyggor. Arten är reproducerande i Sverige. Inga underarter finns listade i Catalogue of Life.